# Камень Боец
Камень Боец (Бойцов камень) — геологическое обнажение тёмно-серых глинистых сланцев и налегающих светло-серых полосчатых песчаников, бывший памятник природы регионального значения. Представляет собой каменный мыс на берегу реки Томь, достигающий высоты трёх метров над уровнем воды, длиной 80 метров. Примыкающий яр достигает высоты 20 метров.
Находится на правом берегу Томи, в 1 километре выше по течению от деревни Яр Томского района.
По одной из версий происхождения топонима, первоначально камень полностью перегораживал реку и был взорван в начале XX века как препятствующий судоходству, по другой версии скальное образование названо так потому, что неподалёку от него перед Великой Отечественной войной утонул боец Красной армии.
При этом, данное название традиционно для выступающих речных скал, препятствующих судоходству, см. Боец (скала).
В 3 километрах выше по течению Томи находится похожий объект — Аникин Камень.
Постановлением администрации Томской области от 01.06.2011 №162а с неясной мотивацией с памятника снят статус особо охраняемой природной территории.